# Stanislas Warnie
 (novembre 2013).
Stanislas Warnie (1879-1958) est un aquarelliste, pastelliste, et peintre belge.
Certaines publications l'appellent erronément Isidore Warnie, l'initiale de sa signature, S-, ayant été confondue avec IS-.

## Œuvre
Il a peint surtout des paysages: sous-bois, parc, bruyères et vues urbaines.
Actif à Bruxelles dès la fin du XIXe siècle jusqu'à 1930, il travaille surtout dans ses environs, mais également sur la côte belge, en Campine et dans les villes d'art de la Flandre. Selon la presse du temps ses toiles ont de l’allure, elles ont du punch[réf. nécessaire]. Elles sont achevées avec énergie et ressenties avec pureté. Parfois on trouve une certaine suggestion de l’étrange et un frisson énigmatique qui relèvent de son symbolisme structural. Ses paysages sont empreints du mystère tragique de la Campine. Le ciel, surtout, exprime cet aspect de l’œuvre. Il veut cerner la nature dans le mouvement du ciel et de la lumière et ses aquarelles qui répondent le mieux à cet effet ont donc quelque chose d’à la fois mobile et rigide[réf. nécessaire].

## Expositions
Il a exposé très rarement. Il a participé à l’« Exposition d’Aquarelles, Pastels, et Eaux fortes d’Anvers» (1906), à l’Exposition universelle de Bruxelles de 1910. Entre 1916 et 1918 il a exposé dans plusieurs galeries de Bruxelles, en 1925 il a participé à l’« Exposition Triennale de Gand ». Exposition personnelle à la galerie des Arts et Métiers de la province de Brabant à Bruxelles en 1941.